# Años 1320
Los años 1320 o década del 1320 empezó el 1 de enero de 1320 y terminó el 31 de diciembre de 1329.

## Acontecimientos
- Elaboración del códice único en que se nos ha transmitido el Cantar de mio Cid.
- Batalla de Malas Tardes
- Guerra de San Sardos entre Francia e Inglaterra.
- Fundación de México-Tenochtitlan según los Mexicas (1325).